# Историја Јевреја у Аустрији
Историја Јевреја у Аустрији вероватно почиње егзодусом Јевреја из Јудеје под римском окупацијом. Током много векова, политички статус заједнице се мењао: у одређеним периодима јеврејска заједница је напредовала и уживала политичку једнакост, а у другим периодима трпела је погроме, депортације у концентрационе логоре и масовна убиства и антисемитизам. Холокауст је драстично смањио јеврејску заједницу у Аустрији и само је 8.140 Јевреја остало у Аустрији према попису из 2001. године, иако друге процене наводе цифру од 9.000, 15.000, или 20.000 људи, ако се рачуна мешовито порекло.

## Античко доба
Јевреји су били на територији данашње Аустрије најмање од 3. века н. е. 2008. године тим археолога је открио амајлију из 3. века н. е. у облику златног свитка са речима јеврејске молитве Шема Израел (Чуј, Израеле! Господ је наш Бог, Господ је један) уписано на њему у гробу јеврејског детета у Халбтурну. Сматра се да је то најранији преживели доказ о присуству Јевреја на територији данашње Аустрије. Претпоставља се да су римске легије које су учествовале у окупацији Израела и вратиле се након Првог јеврејско-римског рата вратиле и јеврејске заробљенике.

## Средњи век
Документ из 10. века који је одређивао једнака права јеврејских и хришћанских трговаца говори о јеврејском становништву у Бечу у том тренутку, али ипак о томе нема конкретних доказа. О постојању јеврејске заједнице на овом подручју поуздано се зна тек након почетка 12. века, када су постојале две синагоге. У истом веку се јеврејско насеље у Бечу повећало апсорпцијом јеврејских досељеника из Баварске и Рајнске области.
Почетком 13. века јеврејска заједница је почела да се развија. Један од главних разлога за просперитет била је декларација цара Светог римског царства Фридриха II да су Јевреји посебна етничка и верска група и да нису везани за законе који су били усмерени на хришћанско становништво. Након ове декларације, у јулу 1244. године, цар је објавио повељу о правима Јевреја, која им је забрањивала многе послове и могућности образовања, али дозвољавала права продаје, чиме их је охрабривала да раде и у пословима позајмљивања новца, охрабривала је усељавање додатних Јевреја у то подручје, а обећана им је и заштита и аутономна права, као што су право да сами себи суде и право на прикупљање пореза. Ова повеља о правима утицала је и на друге краљевине у Европи као што су Мађарска, Пољска, Литванија, Шлеска и Бохемија, које су имале високу концентрацију Јевреја.
Током овог периода, Јевреји су се углавном бавили трговином и прикупљањем пореза, а такође су стекли кључне позиције у многим другим аспектима живота у Аустрији. Године 1204. изграђена је прва документима потврђена синагога у Аустрији. Поред тога, Јевреји су прошли кроз период верске слободе и релативног просперитета; група породица на челу са значајним рабинима настанила се у Бечу — ови учени људи су касније названи „мудраци Беча“. Група је успоставила beth midrash који је сматран најистакнутијом школом талмудских студија у Европи у то време.
Просперитет јеврејске заједнице изазвао је повећане тензије и љубомору од стране хришћанског становништва заједно са непријатељством Католичке цркве. Године 1282, када је ово подручје постало под контролом католичке династије Хабзбурговаца, значај Аустрије се смањио као религиозни центар за јеврејске научне подухвате због изразито антисемитске атмосфере.
Нека јеврејска пословна предузећа фокусирала су се на грађанско финансирање, приватне бескаматне зајмове и рачуноводствене послове владе који су спроводили наплату пореза и бавили се позајмљивањем новца хришћанским земљопоседницима. Најранији доказ о јеврејским званичницима задуженим за непријатну улогу прикупљања неплаћених пореза појављује се у документу из 1320. године. Целокупна јеврејска популација била је неправедно на мети неких љутих нејеврејских суседа и анимозитет је чинио свакодневни живот неподношљивим — све је то довело до тога да је становништво наставило да опада средином 14. века. Почетак 15. века, за време режима Алберта III и Леополда III, је карактерисан формалним поништавањем многих неизмирених дугова јеврејским финансијерима, или су остављени су намерно неисплаћени да би осиромашили јеврејског кредитора; тада је дошло до масовне званичне конфискације све јеврејске имовине и креирања политике која је захтевала економска ограничења против целог јеврејског народа.

### Депортација из Аустрије
Средином 15. века, након оснивања антикатоличког покрета Јана Хуса у Чешкој, стање Јевреја се погоршало услед неоснованих оптужби да је покрет повезан са јеврејском заједницом.
Године 1420. статус јеврејске заједнице пао је најнижу меру када је један Јеврејин из Горње Аустрије био лажно оптужен за злочин скрнављења светог хлеба. Ово је навело Алберта II да нареди затварање свих Јевреја у Аустрији. 210 јеврејских мушкараца, жена и деце је насилно одведено из својих домова и живо спаљено на јавном градском тргу, док су преостале породице покупљене и депортоване из Аустрије, приморане да оставе сву своју имовину. Године 1469, наредбу о депортацији је поништио Фридрих III, који је постао познат по свом поштењу дозвољавајући Јеврејима да живе релативно слободни без обичаја "жртвеног јарца" и злочина из мржње — чак су га понекад називали и „краљем Јевреја“. Дозволио је Јеврејима да се врате и населе у свим градовима Штајерске и Корушке. Под његовом владавином, Јевреји су стекли кратак период мира, између 1440. и 1493. године.
Године 1496. Максимилијан I је издао декрет којим су протерани сви Јевреји из Штајерске. Године 1509. донео је „Мандат о царској конфискацији“ који је предвиђао уништење свих јеврејских књига, осим једног изузетка - Библије.

## Пораст верског фанатизма Исусоваца
Релативни период мира није дуго трајао, до почетка владавине Фердинанда Првог 1556. године, када је он, иако се противио прогону Јевреја, увео превелике порезе и наредио им да носе жиг срамоте. Између 1564. и 1619. године, у периоду владавине Максимилијана II, Рудолфа II и Матије, превладао је фанатизам Исусоваца и статус Јевреја се још више погоршао. Касније је, Фердинанд II, који се, као и његов деда, противио прогону Јевреја и чак дозволио изградњу синагоге, ипак захтевао велики порез од јеврејског становништва.
Најнижи број Јевреја у Аустрији био је у периоду владавине Леополда I, у коме су Јевреји били често прогањани и депортовани из различитих подручја, укључујући депортацију из Беча 1670. године, али су се постепено враћали после неколико година. Јевреји су такође морали да подносе различите законе — један од њих је дозвољавао само прворођеној деци да се венчају, како би се зауставило повећање јеврејске популације. Мада је Леополд I оштро третирао јеврејско становништво, за њега је радио Самсон Вертхајмер, јеврејски економски саветник.
Шабатски покрет, који је основан у истом периоду, такође је стигао до јеврејске заједнице у Аустрији, посебно због тешког стања тамошњих Јевреја, а многи од њих су емигрирали у земљу Израела стопама Шабетај Цвија.

## Модерни период

### Промена односа према Јеврејима
Након периода верског фанатизма према јеврејском становништву региона, почиње период релативне толеранције који је био мање приметан за време владавине Марије Терезије. Свој врхунац достигла је за време владавине Франца Јозефа I, који је био веома популаран међу јеврејском популацијом.
Након поделе Пољско-литванске заједнице 1772. године, Краљевина Галиција и Лодомерија, или једноставно „Галиција“, постала је највећа, најмногољуднија и најсевернија провинција Хабзбуршког царства. Као резултат анексије, многи Јевреји су додати Аустријском царству, а царица Марија Терезија је брзо донела различите законе који су имали за циљ да регулишу њихова права и укинула јеврејску аутономију како би преузела власт над Јеврејима.
Иако је царица била позната по својој мржњи према Јеврејима, неколико Јевреја је радило за њу на њеном двору. Царица је одредила да Јевреји иду у опште основне школе, а уз то им је дозволила да се упишу на универзитете. Јеврејске школе у то време још нису постојале.
Након смрти Марије Терезије 1780. године, њен син Јозеф II ју је наследио и почео да ради на интеграцији Јевреја у аустријско друштво. Цар је одредио да су они обавезни да се пријаве у војску и основао је владине школе за Јевреје. Едикт о толеранцији из 1782. укинуо је различита ограничења која су раније била постављена на Јевреје, као што је ограничење да живе само на унапред одређеним локацијама и ограничење на одређене професије. Сада им је било дозвољено да оснивају фабрике, запошљавају хришћанске слуге и студирају на високошколским установама, али све то само под условом да Јевреји похађају школу, да у званичним документима користе само немачки уместо хебрејског или јидиша, да се забрањује дорзални порез, да се суђења која се одржавају у заједници сажимају и да они који се не образују не могу да ступе у брак пре 25. године. Цар је такође изјавио да ће Јевреји основати јеврејске школе за своју децу, али су се они томе противили јер им је забранио организовање унутар заједнице и оснивање јавних установа. После различитих отпора, такође од стране јеврејске странке, која се противила многим условима који су им постављани, као и од хришћанске странке, која се противила многим правима која су дата Јеврејима, декрет није у потпуности спроведен.
Након његове смрти 1790. године, Јозефа II је наследио његов брат Леополд II. После само две године владавине, он је умро и наследио га је син Франц II, који је наставио да ради на интеграцији Јевреја у шире аустријско друштво, али је био умеренији од свог стрица. Године 1812. у Бечу је отворена јеврејска недељна школа. Током истог временског периода Јеврејима су стављена бројна ограничења, као што је обавеза учења у хришћанским школама и молитва на немачком.

### Просперитет
Између 1848. и 1938. године, Јевреји у Аустрији уживали су период просперитета који је почео са почетком владавине Франца Јозефа као цара Аустро-Угарске империје, а постепено се урушавао након смрти цара присаједињењем Аустрије Немачкој од стране нациста, процесом који је довео до почетка Холокауста у Аустрији.
Франц Јозеф I је Јеврејима дао једнака права, рекавши да „грађанска права и политика земље нису условљени религијом народа“. Императора су веома волели Јевреји, који су у знак захвалности писали о њему молитве и песме које су штампане у јеврејским молитвеницима. Године 1849. цар је укинуо забрану организовања Јевреја унутар заједнице, а 1852. године донети су нови прописи о Јеврејској заједници. Године 1867. Јевреји су формално добили пуна једнака права.
Године 1869. цар је посетио Јерусалим и тамо су га Јевреји дочекали са великим дивљењем. Цар је основао фонд за финансирање оснивања јеврејских институција и поред тога основао Талмудску школу за рабине у Будимпешти. Током 1890-их неколико Јевреја је изабрано у аустријски Рајхсрат.
Током владавине Франца Јозефа и касније, јеврејско становништво Аустрије дало је велики допринос аустријској култури упркос свом малом проценту у становништву. Прилози су долазили од јеврејских адвоката, новинара (међу њима и Теодор Херцл), писаца, песника, лекара, банкара, бизнисмена и уметника. Беч је постао културни јеврејски центар, и постао центар образовања, културе и ционизма. Теодор Херцл, отац ционизма, студирао је на Универзитету у Бечу и био уредник фељтона Neue Freie Presse, веома утицајних новина у то време. Други Јеврејин, Феликс Салтен, наследио је Херцла на месту уредника фељтона.
Други значајни утицајни Јевреји који су у великој мери допринели аустријској култури били су композитори Густав Малер, Арнолд Шенберг и аутори Штефан Цвајг, Артур Шницлер, Карл Краус, Елијас Канети, Јозеф Рот, Вики Баум и доктори Сигмунд Фројд, Виктор Франкл и Алфред Адлер, филозофи Мартин Бубер, Карл Попер и многи други.
Период просперитета утицао је и на спортски терен: јеврејски спортски клуб Хакоа Беч основан је 1909. године и истакао се у фудбалу, пливању и атлетици.
Са јеврејским просперитетом и једнакошћу, неколико јеврејских научника прешло је на хришћанство у жељи да се асимилује у аустријско друштво. Међу њима су били Карл Краус и Ото Вајнингер.
Током овог периода, Беч је изабрао антисемитског градоначелника, Карла Лојгера. Цар Франц Јозеф се противио именовању, али након што је Лојгер три пута узастопно биран, цар је био приморан да прихвати његов избор у складу са прописима. У периоду своје власти Лојгер је уклонио Јевреје са места у градској управи и забранио им да раде у фабрикама које се налазе у Бечу до своје смрти 1910. године.
Преплитање Јевреја и однос цара према њима могли су се видети и у општем стању царства. Од средине 19. века почели су да се јављају бројни притисци различитих националности које живе у мултинационалној кући Хабзбуршког царства: националне мањине (као што су Мађари, Чеси и Хрвати) почеле су да захтевају све више колективних права; међу онима који говоре немачки, многи су почели да се осећају више повезаним са Немачком, што је јачало. Под овим околностима, јеврејско становништво је било посебно истакнуто по својој лојалности царству и дивљењу цару.
Око 1918. године у Аустрији је било око 300.000 Јевреја раштрканих у 33 различита насеља. Већина њих (око 200.000) живела је у Бечу.

### Прва република и аустрофашизам (1918–1934/1934–1938)
Аустрија је током Прве републике (1919–1934) била под јаким утицајем Јевреја. Многи од водећих челника Социјалдемократске партије Аустрије, а посебно лидери аустромарксизма, били су асимилирани Јевреји, на пример Виктор Адлер, Ото Бауер, Густав Екштајн, Јулијус Дојч, а такође и реформатор школског система у Бечу Хуго Брајтнер. С обзиром да је Социјалдемократска партија једина партија у Аустрији која је примала Јевреје у своје чланство, али и на руководеће позиције, неколико јеврејских партија основаних после 1918. године у Бечу, где су око 10% становништва чинили Јевреји, није имало шансе да увећа делове јеврејске популације. Окрузи са високом јеврејском популацијом, попут Леополдштата, једини окрузи у којима су Јевреји чинили отприлике половину становништва, и суседни окрузи Алзергрунд и Бригитенау, где су до трећине становништва били Јевреји, обично су имали већи проценат бирача за Социјалдемократску партију него класични „раднички“-окрузи.
Прва Република Аустрија ускратила је држављанство Јеврејима бивше Хабзбуршке монархије током међуратног периода. Одлив мозгова из Аустрије је већ почео порастом антисемитизма након распада Хабзбуршког царства. На Универзитету у Бечу, насилни напади студената немачке националне и национал-социјалистичке пертије на Јевреје су се повећали од 1920-их, посебно на Институту за анатомију под Јулијусом Тандлером, или поводом укидања антисемитског Глајшпаховог студентског правилника из 1930. Године 1921. одржана је значајна парада антисемита у Бечу. Антисемити су почели да окривљују Јевреје за пропаст Аустроугарске и Централних сила током Првог светског рата, слично немачком миту о „забадању ножа у леђа“.
У мају 1923. Беч је био домаћин Првог светског конгреса јеврејских жена у присуству председника Михаела Хајниша, посебно позивајући на подршку премештању јеврејских избеглица у Палестину. Такође је културни допринос Јевреја достигао врхунац. Многи познати писци, филмски и позоришни редитељи (Макс Рајнхард, Фриц Ланг, Ричард Освалд, Фред Зинеман и Ото Премингер), глумци (Петер Лоре, Пол Мјуни) и продуценти (Џејкоб Флек, Оскар Пилцер, Арнолд Пресбургер), архитекте и сценографи (Артур Бергер, Хари Хорнер, Оскар Стрнад, Ернст Дојч- Драјден), комичари (кабаретски уметници (нпр. Хајнрих Ајзенбах, Фриц Гринбаум, Карл Фаркаш, Георг Крајслер, Херман Леополди, Армин Берг), музичари и композитори (Фриц Крајслер, Ханс Ј. Салтер, Ерих Волфганг Корнголд, Макс Штајнер) су били Аустријанци Јевреји. Године 1933. многи аустријски Јевреји, који су годинама радили и живели у Немачкој, вратили су се у Аустрију, укључујући и многе који су побегли од нацистичких ограничења за Јевреје који раде у филмској индустрији.
Године 1934. избио је аустријски грађански рат. Нова Савезна држава Аустрија била је фашистичка, а лидери Социјалдемократске партије су ухапшени или су морали да побегну. Али, осим Јевреја који су били снажно ангажовани у Социјалдемократској партији, нови режим Отаџбинског фронта, који је себе сматрао проаустријским и антинационалним социјализмом, није донео погоршање за јеврејску популацију.
Попис из 1934. године  избројао је 191.481 Јевреја у Аустрији, од којих је 176.034 живело у Бечу, а већина осталих у Доњој Аустрији (7.716) и Бургенланду (3.632), где су такође постојале значајне јеврејске заједнице. Од осталих, само Штајерска (2.195) је бројала више од 1.000 Јевреја. Меморијални музеј Холокауста Сједињених Држава процењује да је у Аустрији 1933. било 250.000 Јевреја 
Године 1936, раније јака аустријска филмска индустрија, која је развила сопствени покрет „емигрантског филма“, морала је да прихвати немачка ограничења која су Јеврејима забрањивала рад у филмској индустрији. Емиграција међу филмским уметницима је тада нагло порасла, а Лос Анђелес је постао главна дестинација. Главни емиграциони талас почео је у марту 1938, аншлусом, до новембра 1938, када су уништене скоро све синагоге у Аустрији (више од 100, од којих је око 30 до 40 изграђено као посвећене синагоге, од којих 25 у Бечу).

### Аншлус
Просперитет је нагло прекинут 13. марта 1938. године анексијом Аустрије од стране нацистичке Немачке („Аншлус“). Јеврејска популација у Аустрији тада је износила 181.882, а у Бечу 167.249. Хиљаде Јевреја је већ емигрирало пре аншлуса. Немачки расни Нирнбершки закони су одмах примењени на Аустрију, тако да су људи са једним дедом и баком Јеврејима сматрани Јеврејима, чак и ако су они или њихови родитељи прешли у другу веру, тако да је 201.000 до 214.000 људи било захваћено овим антијеврејским законима.
Нацисти су ушли у Аустрију без већег отпора, а многи Аустријанци су их прихватили. Одмах након аншлуса, нацисти су почели да уводе антијеврејске мере широм земље. Јевреји су протерани из културног, привредног и друштвеног живота Аустрије. Јеврејска предузећа су била „аријанизована“ и или су продата за делић своје вредности или потпуно заплењена. Јеврејски грађани су понижавани јер им је наређено да обављају различите физичке послове, без обзира на године, друштвени положај или пол.
У Немачкој и Аустрији је 9. новембра изведена „Ноћ сломљеног стакла“ (Кристална ноћ). Синагоге широм Аустрије су опљачкане и спаљене од стране Хитлерјугенда и СА (Штурмабтајлунга - јуришног одреда). Јеврејске продавнице су вандализоване и опљачкане, а неке јеврејске куће су уништене. Током те ноћи убијено је 27 Јевреја, а многи претучени.

### Холокауст у Аустрији
Након аншлуса, сви Јевреји су били приморани да емигрирају из Аустрије, али је процес био изузетно тежак. Емиграциони центар је био у Бечу, а људи који су одлазили морали су да имају бројне документе којима се одобрава одлазак. Централна канцеларија за јеврејску емиграцију под Адолфом Ајхманом била је одговорна за руковање емиграцијом. Није им било дозвољено да узимају готовину или залихе или вредне предмете попут накита или злата, а већина антиквитета или уметничких дела је проглашена „важним за државу“ и није могла да се извози, а често је једноставно заплењена; у суштини се могла узети само одећа и предмети за домаћинство, тако да је готово све што је било вредно остало за њима. Да би напустили земљу, требало је платити „порез“ за одлазак, што је био велики проценат њихове целокупне имовине. Емигранти су журили да покупе само своје најважније личне ствари, плате одлазак, а све остало су морали да оставе за собом. Одлазак је био могућ само уз визу за улазак у другу земљу, коју је било тешко добити, посебно за сиромашне и старије, па су и имућни понекад морали да оставе старије родитеље. До лета 1939. 110.000 Јевреја је напустило земљу. Последњи Јевреји су легално отишли 1941. Скоро сви Јевреји који су остали после овог времена убијени су у Холокаусту.
Неки страни званичници помогли су издавањем много више виза него што им је званично било дозвољено. Кинески конзул у Аустрији, Хо Фенг-Шан, ризикујући свој живот и своју каријеру, брзо је одобрио захтеве за визу хиљада Јевреја који су покушавали да побегну од нациста. Међу њима су вероватно били и аустријски филмски ствараоци Јакоб и Луиз Флек, који су 1940. године добили једну од последњих виза за Кину и који су потом продуцирали филмове са кинеским филмским ствараоцима у Шангају. Хоови поступци су признати постхумно када му је израелска организација Јад Вашем 2001. године доделила титулу Праведник међу народима.

#### Гертруда Вајсмилер
У децембру 1938. холандска представница комитета за помоћ Јеврејима, Гертруда Вајсмилер-Мајер, отишла је у Беч након што је то затражио британски (и јеврејски) професор Норман Бентвич, који је у име британске владе тражио помоћ да испуни квоту од 10.000 јеврејске деце привремених избеглица из нацистичке Немачке и нацистичке Аустрије. Вајсмилер је отишла у Беч, али је ухапшена због критиковања нацистичке колекције Зимска помоћ, али је успела да изађе и следећег дана се упутила право у тадашњу канцеларију Адолфа Ајхмана, тада релативно непознатог шефа Централе за емиграцију Јевреја. У почетку је одбио да је види, али је онда пустио да уђе на пет минута и са неодобравањем јој рекао да може да одведе 600 јеврејске деце ако успе да их извуче у року од недељу дана. Успела је. Затим је наставила да организује превоз деце из Немачке и Аустрије. То је трајало до избијања Другог светског рата 1. септембра 1939. године, када су европске границе затворене. Тачан број аустријске деце која су успела да побегну преко Вајсмилеровине организације није тачно познат, али према њеном биографу иде до 10.000. Последњи транспорт – сада познат под именом Киндертранспорт био је 14. маја 1940. године, три дана након што су Холандију напали нацисти, на последњем броду који је напустио холандске воде, СС Бодегравен, на који је успело да се смести 74 немачке и аустријске јеврејске деце. Она сама је одлучила да остане у Холандији, иако је имала прилику да се придружи групи деце. Сва деца коју је спасила преживела су ратне околности. Вајсмилеровој је Јад Вашем доделио титулу „Праведник међу народима“. Почетком 2020. године у њену част направљена је статуа у њеном родном граду Алкмару, али је постављање и откривање одложено због пандемије коронавируса.

### Уништење
1939. нацисти су започели уништавање јеврејског становништва. Најзначајније личности заједнице, око 6.000, послате су у концентрационе логоре Дахау и Бухенвалд. Главни концентрациони логор у Аустрији био је концентрациони логор Маутхаузен, који се налазио поред града Линца. Многи други Јевреји су послати у концентрациони логор Терезин и гето Лођ у Пољској, а одатле су транспортовани у концентрациони логор Аушвиц. У лето 1939. године влада је затворила стотине фабрика и јеврејских радњи. Октобра 1941. Јеврејима је забрањено да напусте границе Аустрије. Укупан број Јевреја који су успели да напусте Аустрију је око 28.000. Неки од бечких Јевреја послати су у транзитни логор у Њиску у окупираној Пољској. Крајем зиме 1941, додатних 4.500 Јевреја је послато из Беча у различите концентрационе логоре и логоре смрти у Пољској коју су окупирали нацисти (углавном Избица Кујавска и гета у области Лублина). У јуну 1942. транспорт је ишао директно из Беча у логор Собибор, у којем је било око хиљаду Јевреја. У јесен 1942. године, нацисти су послали још Јевреја у гета у градовима које су окупирали у Совјетском Савезу: Риги, Каунасу, Вилњусу и Минску. Те Јевреје су убијали литвански, летонски и белоруски колаборационисти под надзором немачких војника, углавном стрељањем у шумама и сахрањивањем у масовне гробнице.
До октобра 1942. Аустрија је имала само око 2.000 до 5.000 Јевреја. Око 1.900 њих је послато из земље у наредне две године, а остали су се крили. Укупан број аустријског јеврејског становништва убијеног током холокауста износи око 65.500 људи, од којих је 62.000 познато по имену. Остатак јеврејског становништва Аустрије, искључујући до 5.000 који су успели да преживе у Аустрији, емигрирао је — око 135.000 људи јеврејске вероисповести или јеврејског порекла, у поређењу са бројем из 1938. Али хиљаде аустријских Јевреја емигрирало је пре 1938.

### После Другог светског рата
Након холокауста, Јевреји широм Европе који су успели да преживе били су концентрисани у савезничким логорима за расељена лица у Аустрији. Они који су преживели холокауст и који након рата нису имали где да се врате остали су у логорима за расељена лица, а помагале су им групе добровољаца из Палестине. До 1955. године у Аустрији је живело око 250.000 до 300.000 расељених лица. Око 3.000 њих остало је у Аустрији и формирало нову јеврејску заједницу. Многи Јевреји у логорима за расељена лица широм Европе су на крају емигрирали у Израел. Многи други су се вратили у Немачку и Аустрију. Октобра 2000. у Бечу је подигнут Споменик жртвама холокауста у знак сећања на аустријске Јевреје који су убијени у холокаусту.
Један од истакнутих затвореника концентрационог логора Маутхаузен био је Симон Визентал, који је након ослобођења радио заједно са војском Сједињених Држава на лоцирању нацистичких ратних злочинаца.
Током Мађарске револуције 1956. око 200.000 Мађара је побегло преко Аустрије на запад, међу њима 17.000 Јевреја. У Аустрији је остало седамдесет хиљада Мађара, међу којима је било и неколико Јевреја. Један од најпознатијих међу њима је политиколог и публициста Пол Лендваи.
Детаљи имовине заплењене под нацистима у Бечу од аустријских Јевреја као што је Семјуел Шалингер који је био сувласник хотела Империјал и Бристол, и имена оних који су је узели и никада их нису вратили, детаљно су наведени у књизи Наш Беч Стефана Темпла и Тине Валцер.

## Савремена ситуација
Од холокауста, јеврејска заједница у Аустрији је сама обновљена, иако је била много мања. Током 1950-их, талас имиграције из Совјетског Савеза довео је руске Јевреје у Аустрију. Од пада Гвоздене завесе, поново је дошло до прилива Јевреја из бившег Совјетског Савеза. Садашња популација аустријских Јевреја износи око 12.000–15.000 — већина живи у Бечу, Грацу и Салцбургу. Око 800 су преживели холокауст који су живели у Аустрији пре 1938. године, а око 1.500 су имигранти из земаља које су некада биле део Совјетског Савеза.
У јулу 1991. аустријска влада је признала своју улогу у злочинима Трећег рајха током Другог светског рата. Аустријска влада је 1993. године реконструисала јеврејску синагогу у Инзбруку, која је уништена током Кристалне ноћи, а 1994. године реконструисала је јеврејску библиотеку у Бечу, која је потом поново отворена.
Неонацизам и антисемитизам нису у потпуности нестали из јавног живота у Аустрији. Током 1990-их многа претећа писма послата су политичарима и новинарима, а неке аустријске јавне личности повремено су показивале симпатије према нацизму.
Курт Валдхајм је постављен за председника Аустрије 1986. године, упркос томе што је служио као официр у Хер Вермахту током Другог светског рата. Остао је председник Аустрије до 1992. године. Током свог мандата сматран је персоном нон грата у многим земљама. Од 1989-1991 и 1999-2008, Јорг Хајдер, који је давао више антисемитских изјава и често оптужен да је симпатизер нациста, био је гувернер Корушке.
Аустријска влада је тужена због умешаности Аустрије у холокауст и од ње је затражено да надокнади штету преживелим Јеврејима. У почетку је влада одлагала питања компензације, све док Сједињене Државе нису почеле да врше притисак. Аустријска влада је 1998. године увела Закон о реституцији уметничких дела, који је поново разматрао питање уметничких дела које су украли нацисти. (Види још, Портрет Аделе Блох-Бауер I за пример одуговлачења надокнаде штете жртвама.) У новембру 2005. године, аустријска влада је послала компензациона писма за 19.300 аустријских преживелих из холокауста. Укупан износ који је Аустрија исплатила као одштету био је преко 2 милиона долара, који је исплаћен самим појединцима који су преживели холокауст, власницима оштећених предузећа, за украдене банковне рачуне итд. Осим тога, аустријска влада је такође пребацила 40 милиона долара у јеврејски фонд Аустрије.
Највеће јеврејско присуство у Аустрији данас је у Бечу, где се налазе синагоге, јеврејски дом пензионера, Јеврејски музеј (основан 1993. године) и друге институције заједнице. Аустријски Јевреји су различитих деноминација, од Хареда до реформистичких Јевреја. Јеврејска заједница такође има многе активности које организује покрет Хабад, који управља вртићима, школама, друштвеним центром, па чак и универзитетом. Постоје и активни огранци омладинских покрета Бнеи Акива и Хашомер Хацаир. Данас, највећа мањина међу јеврејском заједницом у Бечу су имигранти из Грузије, а следе они из Бухаре, свака са засебним синагогама и великим друштвеним центром под називом „Шпански центар“.
У Аустрији је у раним послератним годинама било врло мало Јевреја; међутим, неки од њих су постали веома истакнути у аустријском друштву. Међу њима су Бруно Крајски, који је био канцелар Аустрије између 1970. и 1983. године, уметник и архитекта Фриденсрајх Хундертвасер и јеврејски политичари попут Елизабет Питерман, члана Парламента Аустрије из Социјалдемократске партије Аустрије и Петера Сихровскија, који је био бивши члан Слободарске партије Аустрије и представник у Европском парламенту.
Латентни антисемитизам је проблем у неколико руралних подручја земље. Неки проблеми у летовалишту Серфаус привукли су посебну пажњу 2010. године, где је људима за које се сматрало да су Јевреји забрањено да резервишу хотеле на основу расне припадности. Пријављено је непријатељство неких становника села према онима који смештају Јевреје. Неколико хотела и апартмана у граду потврдило је да је Јеврејима забрањен улазак у просторије. Они који резервишу собе су подвргнути расном профилисању, а собе су ускраћене онима који су идентификовани као могући православни Јевреји.
У августу 2020. арапски имигрант из Сирије ухапшен је у Грацу због напада на Јевреје и нарушавања синагоге графитима „Слободна Палестина“. Он је такође био осумњичен за нападе на католичку цркву и на ЛГБТ особе. Званичници су ове нападе окарактерисали као везе са радикалним исламистичким антисемитизмом.
У септембру 2019. Аустрија је гласала за измену закона о држављанству како би се омогућило директним потомцима жртава националсоцијализма да поврате аустријско држављанство. Раније је само жртвама и њиховој деци било дозвољено да поврате аустријско држављанство. Овај амандман је ступио на снагу 1. септембра 2020. и до почетка 2021. већ је одобрено око 950 кандидата.

### На немачком
- Brugger, Eveline; Wiedl, Birgit; Anselgruber, Manfred (2005). Regesten zur Geschichte der Juden in Österreich im Mittelalter. Innsbruck: StudienVerlag. ISBN 3-7065-4018-5..
- Michaela Feurstein, Gerhard Milchram. Feurstein, Michaela; Milchram, Gerhard (2001). Jüdisches Wien. Böhlau. ISBN 3-205-99094-3.. Boehlau Verlag, Vienna.
- Hödl, Sabine (2004). Hofjuden und Landjuden: Jüdisches Leben in der Frühen Neuzeit. Vienna: Philo. ISBN 3-8257-0352-5.
- Keil, Martha (2006). Denkmale: Jüdische Friedhöfe in Wien, Niederösterreich und Burgenland. St. Pölten: Club Niederösterreich. ISBN 3-9502149-0-9.
- Christoph Lind. "Der letzte Jude hat den Tempel verlassen": Juden in Niederösterreich 1938–1945. Vienna. 2004. ISBN 3-85476-141-4.. Mandelbaum Verlag.
- Barbara Staudinger (2005). "Gantze Dörffer voll Juden": Juden in Niederösterreich 1496-1670. ISBN 3-85476-165-1.. Mandelbaum Verlag, Vienna. .
- Schärf, Thomas E. (2005). Jüdisches Leben in Baden: Von den Anfängen bis zur Gegenwart. Vienna: Mandelbaum. ISBN 3-85476-164-3.
- Sulzgruber, Werner (2005). Die jüdische Gemeinde Wiener Neustadt: Von ihren Anfängen bis zu ihrer Zerstörung. Vienna: Mandelbaum. ISBN 3-85476-163-5.
- Nicht in einem Bett - Juden und Christen in Mittelalter und Frühneuzeit. Reihe: Juden in Mitteleuropa, Ausgabe 2005.